# یوباچسبرگ
{{Infobox settlement
|name=Ubachsberg
|image_map=Zicht_op_ubachsberg.JPG
|coordinates_region=NL
|subdivision_type=کشور
|subdivision_name=هلند
|subdivision_type1=استان
|subdivision_name1=لیمبورخ (هلند)
|subdivision_type2=شهرستان
|subdivision_name2=Voerendaal
|burgemeester=
|population=1630|
|population_as_of=1 January 2009
|postal_code=6367
|dialling_code=045
|image_shield=
| مختصات = ۵۰°۵۱′۱۰″ شمالی ۵°۵۶′۵۰″ شرقی / ۵۰٫۸۵۲۷۸°شمالی ۵٫۹۴۷۲۲°شرقی
یوباچسبرگ (به هلندی: Ubachsberg) یک روستا در هلند است که در Voerendaal واقع شده‌است.

## نگارخانه

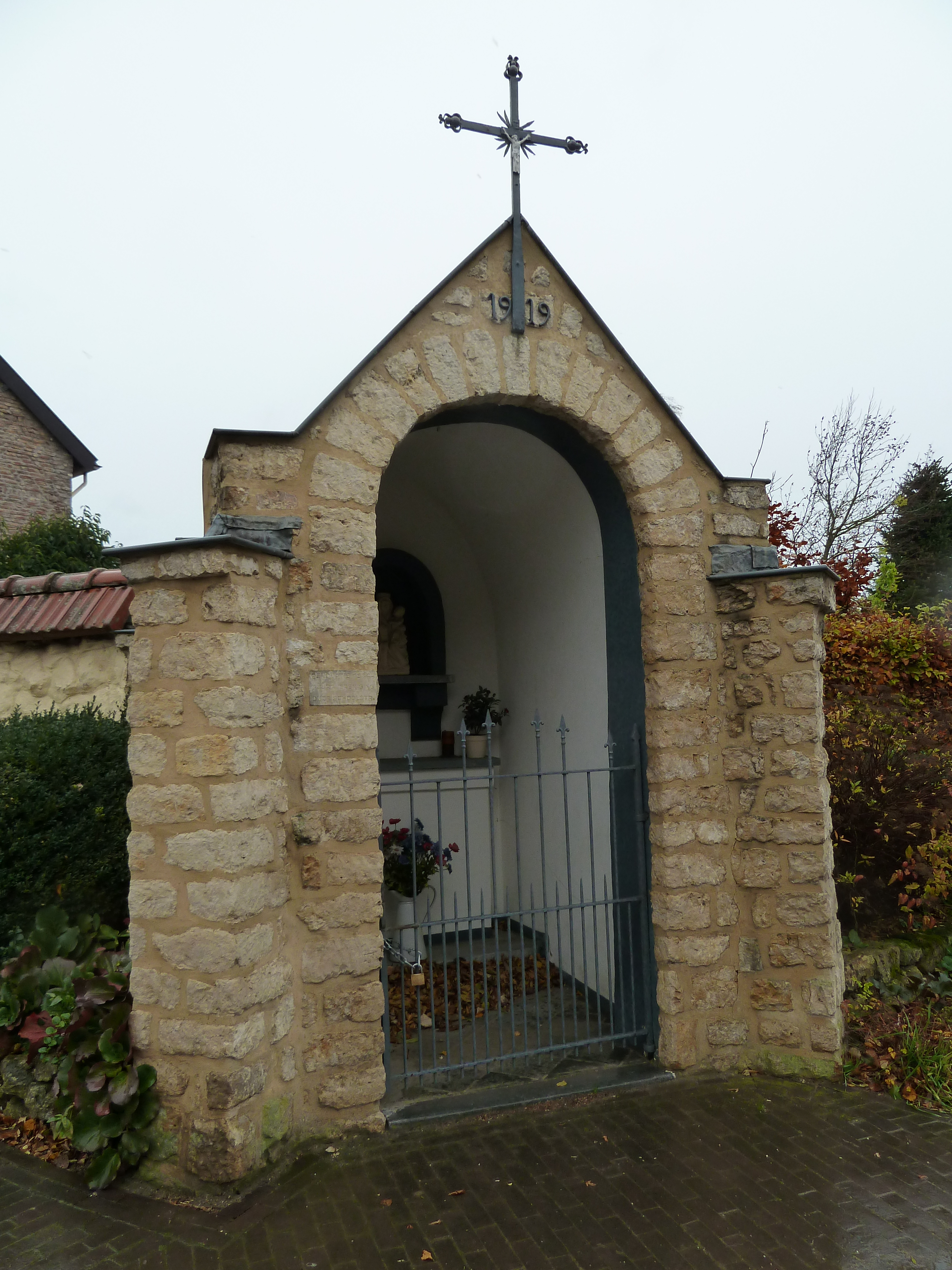
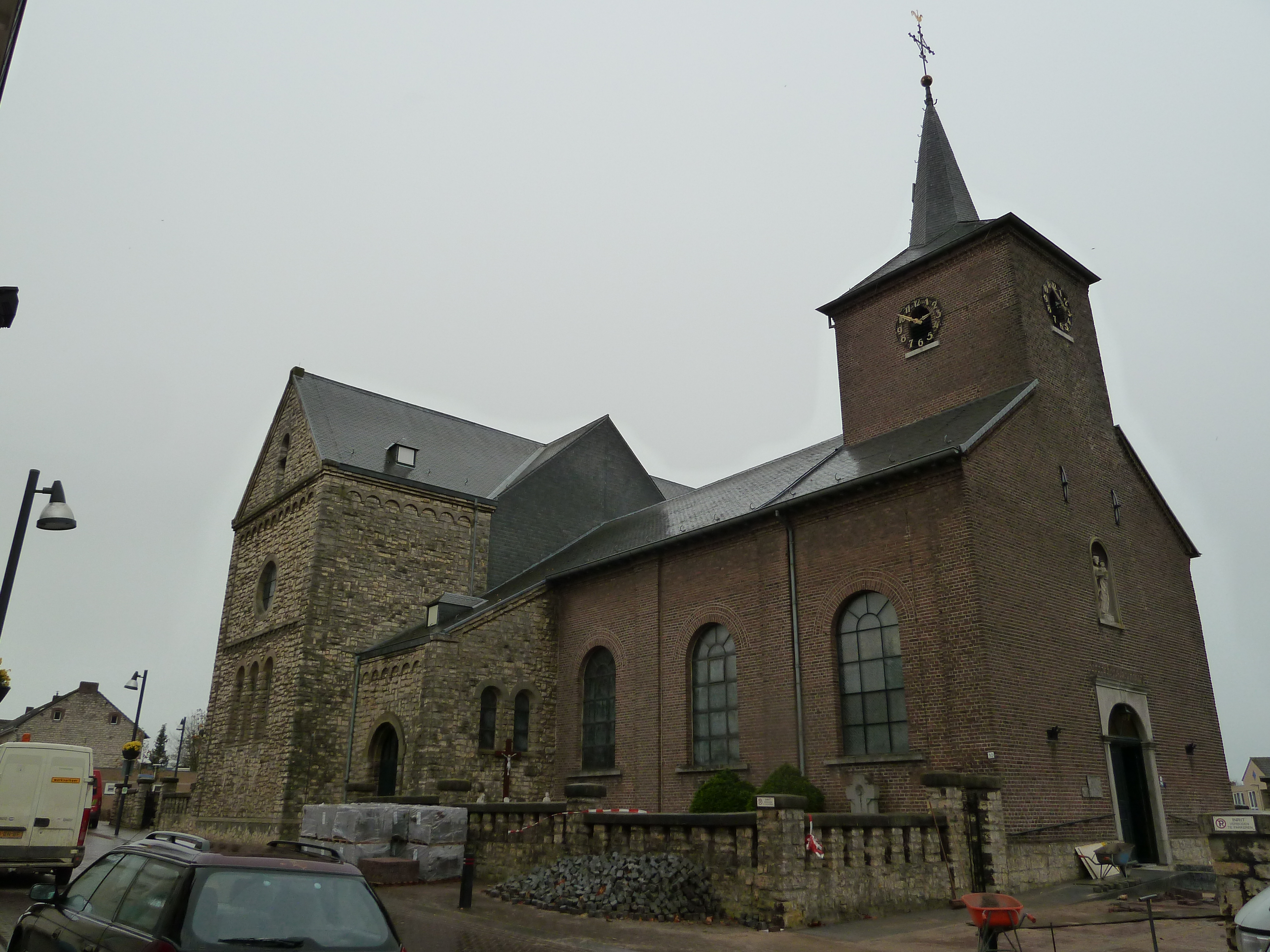
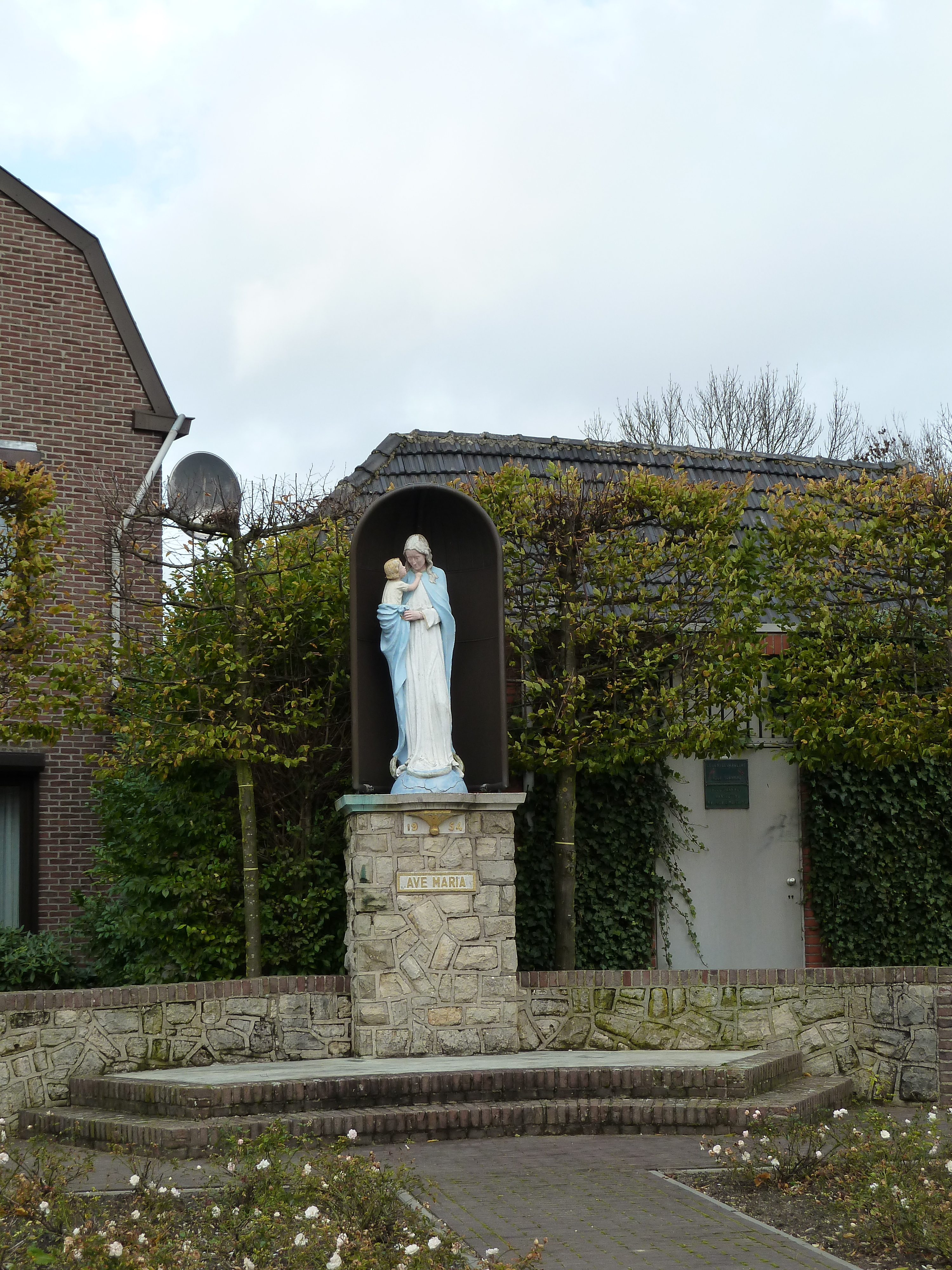
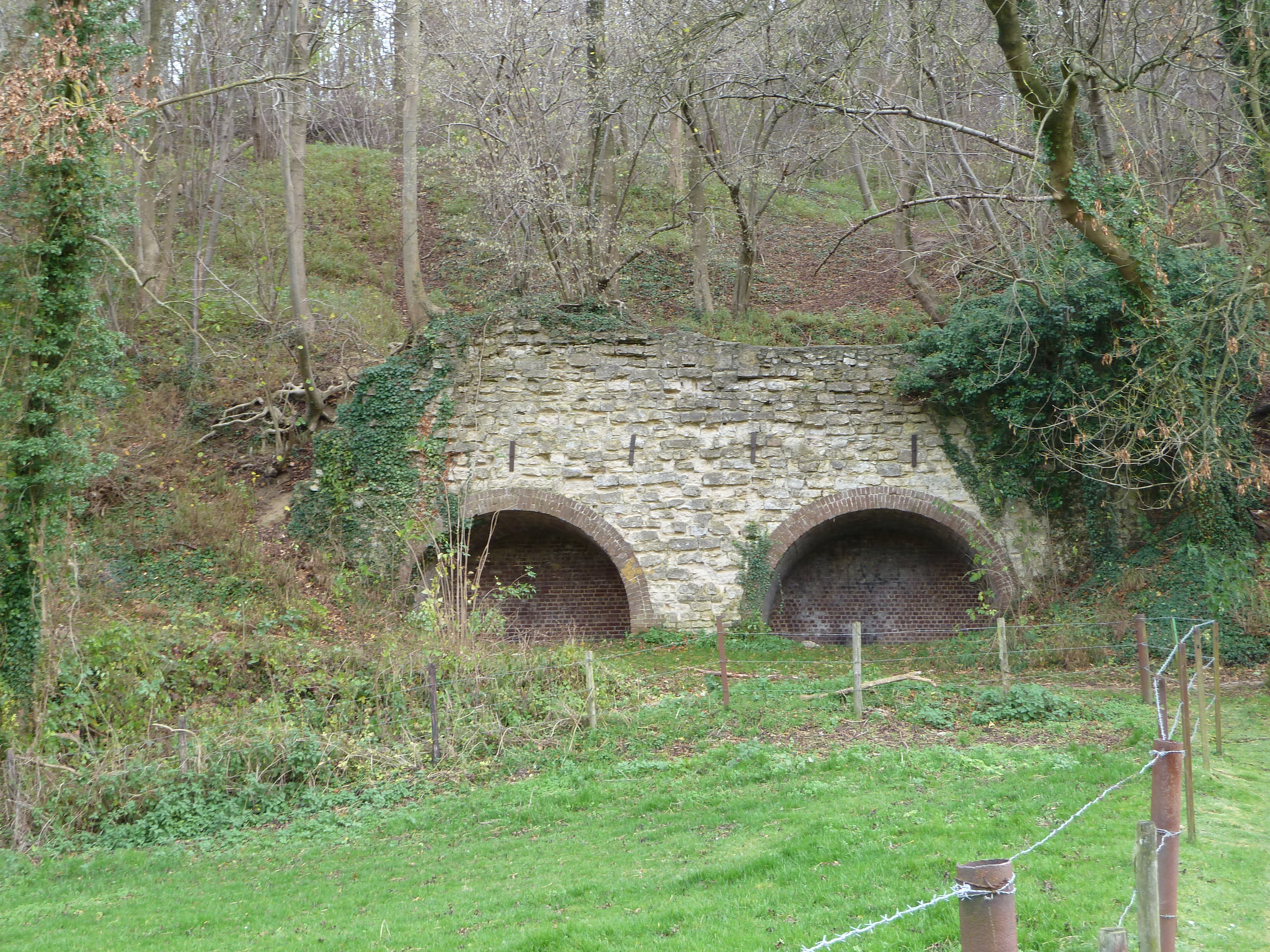

## خصوصیات
یوباچسبرگ ۱٬۶۳۰ نفر جمعیت دارد.